# Vom Weizenkorn
Die Bildrede vom Weizenkorn ist ein Gleichnis Jesu. Es steht im Evangelium nach Johannes im 12. Kapitel.

## Kontext und Inhalt
Die Bildrede stellt eine Antwort Jesu auf den Wunsch einiger Griechen, die nach Jerusalem gekommen waren, um im Tempel anzubeten, dar, die ihn gerne persönlich kennenlernen wollten. Diese an ihn herangetragene Anfrage beantwortete Jesus mit der Ankündigung seiner Verherrlichung (Joh 12,23 ). Daran schließt sich unmittelbar das Bildwort vom Weizenkorn an: 

„Wahrlich, wahrlich, ich sage euch: Wenn das Weizenkorn nicht in die Erde fällt und erstirbt, bleibt es allein; wenn es aber erstirbt, bringt es viel Frucht.“

An diesen Vers schloss Jesus einige erklärende Worte an, in denen er darlegte, dass derjenige, der sein Leben liebhat, es verlieren wird, während derjenige, der sein Leben auf dieser Welt hasst, das ewige Leben erhalten wird. Daraus ergibt sich eine Aufforderung, Christus nachzufolgen.

## Erklärungen
Bei den Griechen sind wahrscheinlich sogenannte Gottesfürchtige, das heißt Menschen aus heidnischen Völkern, die zum Glauben an den einen Gott gefunden haben und teilweise auch die jüdischen Gesetze befolgen, gemeint. Diese durften zwar im Vorhof des Tempels beten, es war ihnen aber unter anderem verboten, das Passalamm zu essen.
Jesus sieht in dem sich ankündigenden Zustrom der nichtjüdischen Völker (der sich in der Anfrage dieser Griechen ausdrückt) ein Zeichen dafür, dass die Zeit für seine Verherrlichung herangekommen ist (Vers 23), da gerade sein Sterben und seine Auferstehung, zusammen mit der Sendung des heiligen Geistes, die Grundlage für diesen Zustrom bildet. Für diese heidnischen Völker ist der Zugang zu Jesus (und damit zum Vater) nur durch seinen Tod möglich. Dieser ist notwendig, um die weltweite Kirche zu sammeln.
Nach dem Verständnis der Alten ist es notwendig, dass das Samenkorn in der Erde zugrunde geht, damit eine Ähre mit vielen Körnern wachsen kann (vergleiche auch das Gleichnis vom vierfachen Ackerfeld).

## Rezeption
In seiner Kantate Ach, lieben Christen, seid getrost (BWV 114) vertonte Johann Sebastian Bach 1724 den Text nach Johannes Gigas im 4. Choral: 
Kein Frucht das Weizenkörnlein bringt,
Es fall denn in die Erden;
So muß auch unser irdscher Leib
Zu Staub und Aschen werden,
Eh er kömmt zu der Herrlichkeit,
Die du, Herr Christ,
uns hast bereit'
Durch deinen Gang zum Vater.
Der russische Schriftsteller Fjodor Dostojewski verwendet das Gleichnis als Epigraph seines 1880 erschienenen Romans Die Brüder Karamasow. 1971 schrieb Lothar Zenetti das von Johann Lauermann vertonte Lied Das Weizenkorn muss sterben (GL 210). Ebenso basiert das Lied Korn, das in die Erde von Jürgen Henkys (1978, nach dem englischen Lied Now the green blade rises von John Macleod Campbell Crum) auf diesem Bibelwort.